# Bundestagswahlkreis Kulmbach
Der Wahlkreis Kulmbach (Wahlkreis 239; bis zur Bundestagswahl 2021 Wahlkreis 240) ist ein Bundestagswahlkreis in Bayern. Er umfasst die Landkreise Kulmbach und Lichtenfels sowie die Städte Baunach und Scheßlitz und die Gemeinden Bischberg, Breitengüßbach, Gerach, Gundelsheim, Heiligenstadt i.OFr., Kemmern, Königsfeld, Lauter, Litzendorf, Memmelsdorf, Oberhaid, Rattelsdorf, Reckendorf, Stadelhofen, Viereth-Trunstadt, Wattendorf und Zapfendorf des Landkreises Bamberg.
Von 2011 bis 2013, ab der Mandatsniederlegung des 2009 direkt gewählten Karl-Theodor zu Guttenberg wegen seiner Plagiatsaffäre, war der Bundestagswahlkreis Kulmbach im Bundestag nicht vertreten.

## Wahlergebnisse

### Bundestagswahl 2025
Zur Bundestagswahl 2025 am 23. Februar wurden 8 Direktkandidaten und 17 Landeslisten zugelassen.
| Kandidaten                               | Kandidaten                | Parteien/Listen     | Erststimmen | Erststimmen | Zweitstimmen | Zweitstimmen |
| Kandidaten                               | Kandidaten                | Parteien/Listen     | Stimmen     | %           | Stimmen      | %            |
| ---------------------------------------- | ------------------------- | ------------------- | ----------- | ----------- | ------------ | ------------ |
|                                          | Emmi Zeulnergewählt im WK | CSU                 | 69.446      | 49,3        | 56.803       | 40,3         |
|                                          | Ali-Cemil Sat             | SPD                 | 13.210      | 9,4         | 15.327       | 10,9         |
|                                          | Thomas Ochs               | GRÜNE               | 9.232       | 6,6         | 10.176       | 7,2          |
|                                          | Kevin Blechschmidt        | FDP                 | 2.838       | 2,0         | 4.550        | 3,2          |
|                                          | Sebastian Görtler         | AfD                 | 30.698      | 21,8        | 32.988       | 23,4         |
|                                          | Jochen Bergmann           | FREIE WÄHLER        | 8.744       | 6,2         | 7.184        | 5,1          |
|                                          | Oswald Greim              | Die Linke           | 5.361       | 3,8         | 6.210        | 4,4          |
|                                          | –                         | dieBasis            | –           | –           | 439          | 0,3          |
|                                          | –                         | Tierschutzpartei    | –           | –           | 1.133        | 0,8          |
|                                          | –                         | Die PARTEI          | –           | –           | 538          | 0,4          |
|                                          | –                         | ÖDP                 | –           | –           | 424          | 0,3          |
|                                          | –                         | BP                  | –           | –           | 172          | 0,1          |
|                                          | Benjamin Eichelkraut      | Volt                | 1.237       | 0,9         | 719          | 0,5          |
|                                          | –                         | PdH                 | –           | –           | 75           | 0,1          |
|                                          | –                         | MLPD                | –           | –           | 25           | 0,0          |
|                                          | –                         | BÜNDNIS DEUTSCHLAND | –           | –           | 129          | 0,1          |
|                                          | –                         | BSW                 | –           | –           | 4.183        | 3,0          |
| Gesamt                                   | Gesamt                    | Gesamt              | 140.766     | 100         | 141.075      | 100          |
|                                          |                           |                     |             |             |              |              |
| Ungültige Stimmen                        | Ungültige Stimmen         | Ungültige Stimmen   | 771         | 0,5         | 462          | 0,3          |
| Wähler                                   | Wähler                    | Wähler              | 141.537     | 85,5        | 141.537      | 85,5         |
| Wahlberechtigte                          | Wahlberechtigte           | Wahlberechtigte     | 165.446     |             | 165.446      |              |
|                                          |                           |                     |             |             |              |              |
| Quellen: Die Bundeswahlleiterin, Stimmen |                           |                     |             |             |              |              |

Kursive Direktkandidaten kandidieren nicht für die Landesliste, kursive Parteien treten ohne Landesliste an.

### Bundestagswahl 2021
Zur Bundestagswahl 2021 am 26. September wurden 11 Direktkandidaten und 26 Landeslisten zugelassen.
| Kandidaten                               | Kandidaten                | Parteien/Listen      | Erststimmen | Erststimmen | Zweitstimmen | Zweitstimmen |
| Kandidaten                               | Kandidaten                | Parteien/Listen      | Stimmen     | %           | Stimmen      | %            |
| ---------------------------------------- | ------------------------- | -------------------- | ----------- | ----------- | ------------ | ------------ |
|                                          | Emmi Zeulnergewählt im WK | CSU                  | 65.163      | 47,8        | 49.389       | 36,2         |
|                                          | Simon Bodo Moritz         | SPD                  | 22.103      | 16,2        | 27.009       | 19,8         |
|                                          | Theo Taubmann             | AfD                  | 14.416      | 10,6        | 15.774       | 11,6         |
|                                          | Claus Achim Ehrhardt      | FDP                  | 6.480       | 4,8         | 11.399       | 8,4          |
|                                          | Martin Herbert Pfeiffer   | GRÜNE                | 10.165      | 7,5         | 11.966       | 8,8          |
|                                          | Ludwig Baumgartner        | DIE LINKE            | 2.448       | 1,8         | 2.982        | 2,2          |
|                                          | Jochen Sebastian Bergmann | FREIE WÄHLER         | 10.430      | 7,6         | 10.420       | 7,6          |
|                                          | Kay-Uwe Zenker            | ÖDP                  | 871         | 0,6         | 605          | 0,4          |
|                                          | -                         | Tierschutzpartei     | –           | –           | 1.548        | 1,1          |
|                                          | Gunther Sedlmeyer         | BP                   | 619         | 0,5         | 446          | 0,3          |
|                                          | Sven Goller               | Die PARTEI           | 1.954       | 1,4         | 1.199        | 0,9          |
|                                          | -                         | PIRATEN              | –           | –           | 429          | 0,3          |
|                                          | –                         | NPD                  | –           | –           | 185          | 0,1          |
|                                          | –                         | V-Partei³            | –           | –           | 92           | 0,1          |
|                                          | –                         | Gesundheitsforschung | –           | –           | 203          | 0,1          |
|                                          | -                         | MLPD                 | –           | –           | 27           | 0,0          |
|                                          | –                         | DKP                  | –           | –           | 16           | 0,0          |
|                                          | Otto Gebelein             | dieBasis             | 1.748       | 1,3         | 1.718        | 1,3          |
|                                          | –                         | Bündnis C            | –           | –           | 126          | 0,1          |
|                                          | –                         | III. Weg             | –           | –           | 124          | 0,1          |
|                                          | -                         | du.                  | –           | –           | 73           | 0,1          |
|                                          | -                         | LKR                  | –           | –           | 32           | 0,0          |
|                                          | -                         | Die Humanisten       | –           | –           | 82           | 0,1          |
|                                          | –                         | Team Todenhöfer      | –           | –           | 214          | 0,2          |
|                                          | -                         | UNABHÄNGIGE          | –           | –           | 242          | 0,2          |
|                                          | –                         | Volt                 | –           | –           | 207          | 0,2          |
| Gesamt                                   | Gesamt                    | Gesamt               | 136.397     | 100         | 136.507      | 100          |
|                                          |                           |                      |             |             |              |              |
| Ungültige Stimmen                        | Ungültige Stimmen         | Ungültige Stimmen    | 781         | 0,6         | 671          | 0,5          |
| Wähler                                   | Wähler                    | Wähler               | 137.178     | 81,2        | 137.178      | 81,2         |
| Wahlberechtigte                          | Wahlberechtigte           | Wahlberechtigte      | 168.923     |             | 168.923      |              |
|                                          |                           |                      |             |             |              |              |
| Quellen: Die Bundeswahlleiterin, Stimmen |                           |                      |             |             |              |              |

Kursive Direktkandidaten kandidieren nicht für die Landesliste, kursive Parteien sind nicht Teil der Landesliste.

### Bundestagswahl 2017
Zur Bundestagswahl 2017 am 24. September wurden 8 Direktkandidaten und 21 Landeslisten zugelassen.
| Direktkandidat | Partei               | Erststimmen in % | Zweitstimmen in % |
| -------------- | -------------------- | ---------------- | ----------------- |
| Emmi Zeulner   | CSU                  | 55,4             | 43,4              |
| Thomas Bauske  | SPD                  | 16,1             | 17,7              |
| Markus Tutsch  | GRÜNE                | 04,4             | 05,9              |
| Stefan Wolf    | FDP                  | 04,0             | 07,7              |
| Georg Hock     | AfD                  | 11,6             | 13,4              |
| Oswald Greim   | LINKE                | 03,8             | 04,8              |
| Klaus Purucker | FREIE WÄHLER         | 03,1             | 02,7              |
| –              | PIRATEN              | 0–               | 00,3              |
| Thomas Müller  | ÖDP                  | 01,5             | 00,7              |
| –              | BP                   | 0–               | 00,4              |
| –              | NPD                  | 0–               | 00,5              |
| –              | Tierschutzpartei     | 0–               | 00,9              |
| –              | MLPD                 | 0–               | 00,0              |
| –              | Büso                 | 0–               | 00,0              |
| –              | BGE                  | 0–               | 00,1              |
| –              | DiB                  | 0–               | 00,1              |
| –              | DKP                  | 0–               | 00,0              |
| –              | DM                   | 0–               | 00,2              |
| –              | Die PARTEI           | 0–               | 00,7              |
| –              | Gesundheitsforschung | 0–               | 00,1              |
| –              | V-Partei³            | 0–               | 00,1              |

### Bundestagswahl 2013
| Direktkandidat      | Partei       | Erststimmen in % | Zweitstimmen in % |
| ------------------- | ------------ | ---------------- | ----------------- |
| Emmi Zeulner        | CSU          | 56,9             | 52,3              |
| Simon Moritz        | SPD          | 22,8             | 21,5              |
| Stephan Otte        | FDP          | 01,6             | 03,7              |
| Valentin Motschmann | GRÜNE        | 04,0             | 05,3              |
| Marko Müller        | Die Linke    | 03,0             | 03,6              |
| Bruno Kramm         | PIRATEN      | 01,8             | 01,9              |
| Johannes Hühnlein   | NPD          | 01,7             | 01,7              |
| Thomas Karl Müller  | ÖDP          | 01,2             | 00,7              |
| Georg Hock          | AfD          | 03,2             | 04,0              |
| Philipp Goletz      | Freie Wähler | 02,9             | 02,9              |
|                     | Sonstige     | 0–               | 02,4              |

### Bundestagswahl 2009
Die Bundestagswahl 2009 hatte folgendes Ergebnis:
| Direktkandidat                                                   | Partei                | Erststimmen in % | Zweitstimmen in % | Bundestagswahl 2005 Zweitstimmen in % |
| ---------------------------------------------------------------- | --------------------- | ---------------- | ----------------- | ------------------------------------- |
| Karl-Theodor zu Guttenberg (Mandat am 3. März 2011 niedergelegt) | CSU                   | 68,1             | 49,5              | 51,8                                  |
| Claus Stenglein                                                  | SPD                   | 14,7             | 17,2              | 26,7                                  |
| Hans-Dieter Herold                                               | Bündnis 90/Die Grünen | 04,7             | 06,9              | 04,7                                  |
| Joachim-Friedrich Unruh                                          | FDP                   | 03,8             | 11,4              | 07,6                                  |
| –                                                                | REP                   | 0–               | 01,0              | 01,3                                  |
| Corinna Croy                                                     | Die Linke             | 05,2             | 06,3              | 03,6                                  |
| Bernd Lorenz                                                     | NPD                   | 02,4             | 02,1              | 02,3                                  |
| –                                                                | PBC                   | 0–               | 00,2              | 00,3                                  |
| –                                                                | BP                    | 0–               | 00,4              | 00,3                                  |
| Tanja Och                                                        | ödp                   | 01,1             | 00,9              | 0–                                    |
| –                                                                | PIRATEN               | 0–               | 01,8              | 0–                                    |
| –                                                                | BüSo                  | 0–               | 00,0              | 00,1                                  |
| –                                                                | FAMILIE               | 0–               | 00,8              | 00,7                                  |
| –                                                                | MLPD                  | 0–               | 00,0              | 00,0                                  |
| –                                                                | Die Tierschutzpartei  | 0–               | 00,6              | 0–                                    |
| –                                                                | CM                    | 0–               | 00,1              | 00,0                                  |

## Wahlkreissieger seit 1949
| Wahl            | Name                       | Partei | Erststimmen |
| --------------- | -------------------------- | ------ | ----------- |
| 2021            | Emmi Zeulner               | CSU    | 47,8 %      |
| 2017            | Emmi Zeulner               | CSU    | 55,4 %      |
| 2013            | Emmi Zeulner               | CSU    | 56,9 %      |
| 2009            | Karl-Theodor zu Guttenberg | CSU    | 68,1 %      |
| 2005            | Karl-Theodor zu Guttenberg | CSU    | 60,0 %      |
| 2002            | Karl-Theodor zu Guttenberg | CSU    | 63,0 %      |
| 1998            | Bernd Protzner             | CSU    | 49,7 %      |
| 1994            | Bernd Protzner             | CSU    | 53,3 %      |
| 1990            | Bernd Protzner             | CSU    | 56,5 %      |
| 1987            | Lorenz Niegel              | CSU    | 59,2 %      |
| 1983            | Lorenz Niegel              | CSU    | 65,2 %      |
| 1980            | Lorenz Niegel              | CSU    | 60,4 %      |
| 1976            | Lorenz Niegel              | CSU    | 60,8 %      |
| 1972            | Lorenz Niegel              | CSU    | 56,3 %      |
| 1969            | Lorenz Niegel              | CSU    | 55,0 %      |
| 1965            | Karl Theodor zu Guttenberg | CSU    | 59,0 %      |
| 1961            | Karl Theodor zu Guttenberg | CSU    | 48,8 %      |
| 1957            | Gustav Sühler              | CSU    | 53,0 %      |
| 1953            | Max Spörl                  | CSU    | 51,7 %      |
| 1950 (Nachwahl) | Johannes Semler            | CSU    | 38,7 %      |
| 1949            | Friedrich Schönauer        | SPD    | 27,6 %      |

## Wahlkreisgeschichte
| Wahl      | Wahlkreisname | Gebiet |
| --------- | ------------- | --- |
| 1949      | 29 Kulmbach   | Stadt Kulmbach, alter Landkreis Kulmbach, Landkreis Lichtenfels, Landkreis Naila, Landkreis Stadtsteinach |
| 1953–1961 | 224 Kulmbach  | Stadt Kulmbach, alter Landkreis Kulmbach, Landkreis Lichtenfels, Landkreis Naila, Landkreis Stadtsteinach |
| 1965–1972 | 226 Kulmbach  | Stadt Kulmbach, alter Landkreis Kulmbach, Stadt Forchheim, Landkreis Forchheim, Landkreis Lichtenfels, Landkreis Stadtsteinach, Landkreis Ebermannstadt |
| 1976–1998 | 226 Kulmbach  | Landkreis Kulmbach, Landkreis Lichtenfels, vom Landkreis Bamberg die Gemeinden Baunach, Scheßlitz, Gerach, Heiligenstadt i.OFr., Königsfeld, Lauter, Rattelsdorf, Reckendorf, Stadelhofen, Wattendorf und Zapfendorf |
| 2002–2005 | 241 Kulmbach  | Landkreis Kulmbach, Landkreis Lichtenfels, vom Landkreis Bamberg die Gemeinden Baunach, Scheßlitz, Bischberg, Breitengüßbach, Gerach, Gundelsheim, Heiligenstadt i.OFr., Hirschaid, Kemmern, Königsfeld, Lauter, Litzendorf, Memmelsdorf, Oberhaid, Rattelsdorf, Reckendorf, Stadelhofen, Viereth-Trunstadt, Wattendorf und Zapfendorf |
| 2009–2021 | 240 Kulmbach  | Landkreis Kulmbach, Landkreis Lichtenfels, vom Landkreis Bamberg die Gemeinden Baunach, Scheßlitz, Bischberg, Breitengüßbach, Gerach, Gundelsheim, Heiligenstadt i.OFr., Hirschaid, Kemmern, Königsfeld, Lauter, Litzendorf, Memmelsdorf, Oberhaid, Rattelsdorf, Reckendorf, Stadelhofen, Viereth-Trunstadt, Wattendorf und Zapfendorf |
| 2025–     | 239 Kulmbach  | Landkreis Kulmbach, Landkreis Lichtenfels, vom Landkreis Bamberg die Gemeinden Baunach, Scheßlitz, Bischberg, Breitengüßbach, Gerach, Gundelsheim, Heiligenstadt i.OFr., Hirschaid, Kemmern, Königsfeld, Lauter, Litzendorf, Memmelsdorf, Oberhaid, Rattelsdorf, Reckendorf, Stadelhofen, Viereth-Trunstadt, Wattendorf und Zapfendorf |